# ليونارد هاربر
ليونارد هاربر (12 ديسمبر 1880 - 13 يناير 1924) (بالإنجليزية: Leonard Harper)‏ هو لاعب كريكت بريطاني.